# 張瓚 (成化辛丑進士)
張瓚（1444年—？），字廷器，河南彰德府湯陰縣人，軍籍，明朝政治人物。

## 生平
河南鄉試第四十五名舉人。成化十七年（1481年）中式辛丑科二甲第十名進士。

## 家族
曾祖張啟宗；祖父張讓；父張興，母陳氏；繼母焦氏。